# Clarice Falcão
Clarice Franco de Abreu Falcão (Recife, 22 de octubre de 1989), más conocida por su nombre artístico Clarice Falcão, es una cantante brasileña. Fue nominada a un Grammy Latino en la categoría Artista Nuevo en 2013.

## Discografía

### Sencillos
| Año  | Canción                           | Álbum          | Sello discográfico |
| ---- | --------------------------------- | -------------- | ------------------ |
| 2016 | Eu Escolhi Você                   | Problema Meu   | -                  |
| 2017 | FICA (feat. Matheus & Kauan)      | -              | -                  |
| 2017 | Tanto Faz                         | Você é uma Bad | -                  |
| 2018 | Eu Te Avisei (feat. Anitta)       | Você é uma Bad | -                  |
| 2018 | Cansada de te Ouvir               | Você é uma Bad | -                  |
| 2018 | Você é uma Bad                    | Você é uma Bad | -                  |
| 2018 | Fim do Mundo                      | -              | -                  |
| 2019 | Minha Cabeça                      | Tem Conserto   | -                  |
| 2019 | Mal Pra Saúde                     | Tem Conserto   | -                  |
| 2019 | Esvaziou                          | Tem Conserto   | -                  |
| 2020 | Me Chama (feat. Banda Carrapicho) | -              | -                  |
| 2020 | Só + 6                            | Tem Conserto   | -                  |
| 2020 | Dia D                             | Tem Conserto   | -                  |
| 2023 | Chorar na Boate                   | Truque         | -                  |
| 2023 | Ar da Sua Graça                   | Truque         | -                  |

### Colaboraciones
| Año  | Canción                 | Álbum |
| ---- | ----------------------- | ----- |
| 2023 | Teu Olhar (con Deborah) | -     |